# Arslanbek
Arslanbek (en rus: Арсланбек) és un poble de la república del Daguestan, a Rússia. Segons el cens del 2010 no tenia cap habitant.